# Musashimaru Kōyō
Musashimaru Kōyō (武蔵丸 光洋, Musashimaru Kōyō, né le 2 mai 1971 comme Fiamalu Penitani) est un ancien lutteur de sumo américain devenu japonais. Il est né aux Samoa américaines avant de déménager à Hawaï à l'âge de 10 ans. A l'âge de 18 ans il part au Japon pour devenir rikishi. Il fait ses débuts dans le sumo professionnel en 1989 et atteint la meilleure division (makuuchi) en 1991. En 1994, il obtient le rang d'ozeki qu'il arrivera à garder 5 ans avant d'obtenir le grade suprême de yokozuna en 1999. Il devient alors le second rikishi né non japonais dans l'histoire du sumo à atteindre ce rang, après Akebono. Durant sa carrière, Musashimaru a gagné plus de 700 combats et remporté 12 tournois en division supérieur. Au sommet de son art, son poids (235kg) et sa taille (1,92m) faisaient de lui un adversaire redoutable enchainant les bons résultats tout en étant très peu blessé. Il est apprécié de ses fans pour sa personnalité amicale et sa ressemblance avec le héros militaire japonais Saigō Takamori. Il obtient la nationalité japonaise en 1996. Après avoir pris sa retraite de lutteur en 2003, il devient toshiyori de l'association japonaise de sumo, ce qui lui permet en 2013 de fonder et de gérer l'écurie Musashigawa.

## Début de carrière

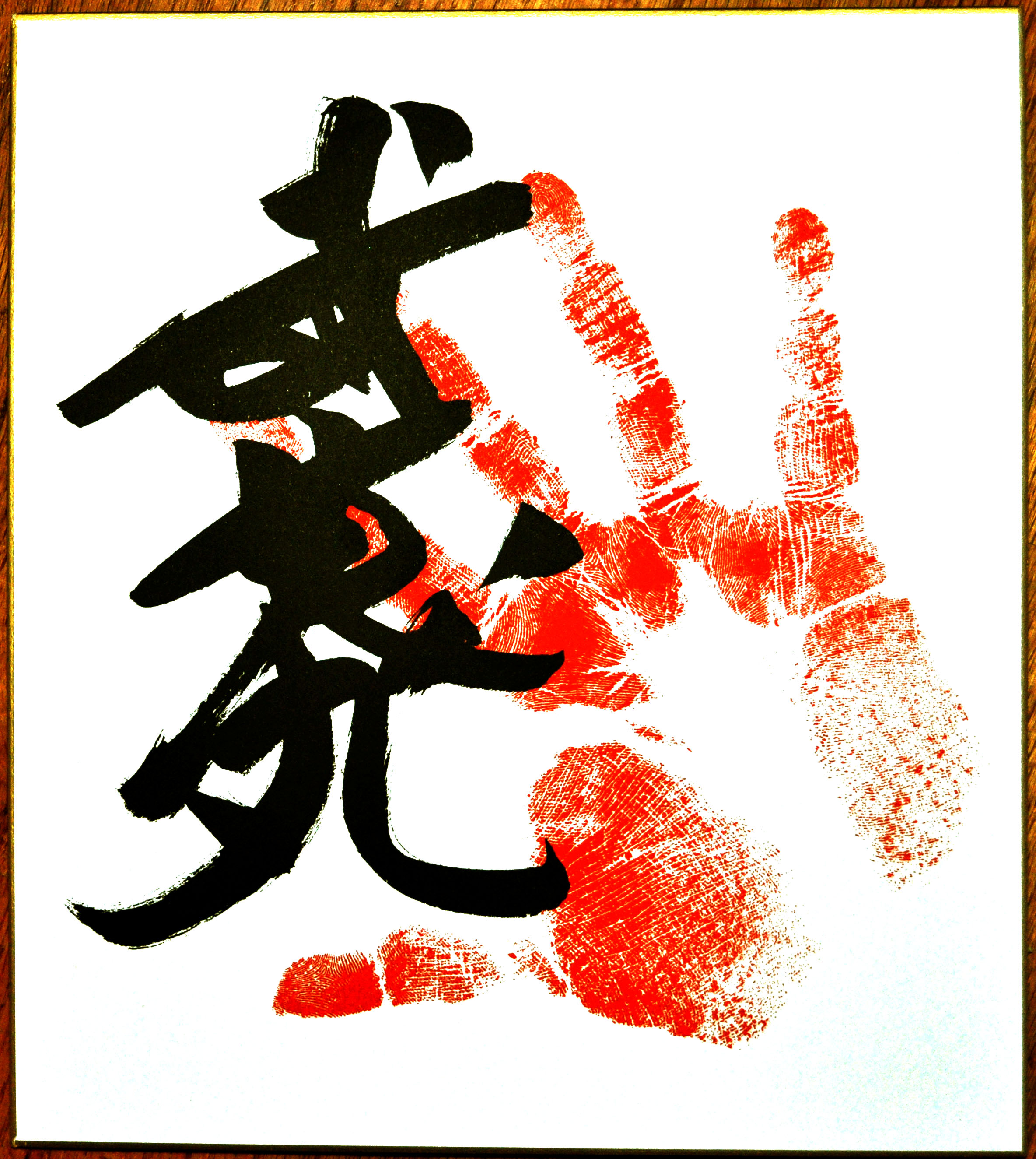
Tegata originale de Musashimaru

Fiamalu Penitani est né aux Samoa américaines, quatrième fils d'un père germano- tonguien et d'une mère portugaise samoane. La famille a déménagé à Oahu, à Hawaï, quand il avait dix ans. Après s'être essayé au football américain et à la lutte gréco-romaine, son entraineur l'encourage à essayer le sumo. Ainsi il rejoint le Japon et l'écurie Musashigawa de l'ancien yokozuna Mienoumi en juin 1989, à l'âge de 18 ans. Ayant un fort potentiel, il débute rapidement dans le sumo professionnel au mois de septembre et prend dès lors le shikona (nom de lutteur) de Musashimaru Kōyō. En moins de 2 ans, il devient sekitori puis en novembre 1991, il intègre la plus haute division de sumo (makuuchi).
Continuant de progresser, il obtient les grades de komusubi puis de sekiwake durant les tournois de 1992. Il lui faudra plus d'un an, en janvier 1994, pour être promu ozeki aux côtés de Takanonami. Musashimaru conserve son titre d'ōzeki pendant 32 tournois. Il fait preuve d'une grande régularité, ne manquant jamais un seul combat à cause d'une blessure et remportant toujours au moins huit victoires.
Cependant durant cette période, il n'arrivera pas à remporter 2 tournois successifs nécessaires pour devenir yokozuna . Il gagne son premier tournoi de première division ( yūshō ) en juillet 1994 avec un score parfait de 15-0. Il ne réédite pas l'exploit avant novembre 1996, profitant de l'absence du favori Takanohana, où il remporte la coupe de l'Empereur après un play-off à cinq avec un score de 11-4, une première depuis 1972. En janvier 1998, il remporte son 3ème tournoi.

## Carrière deYokozuna

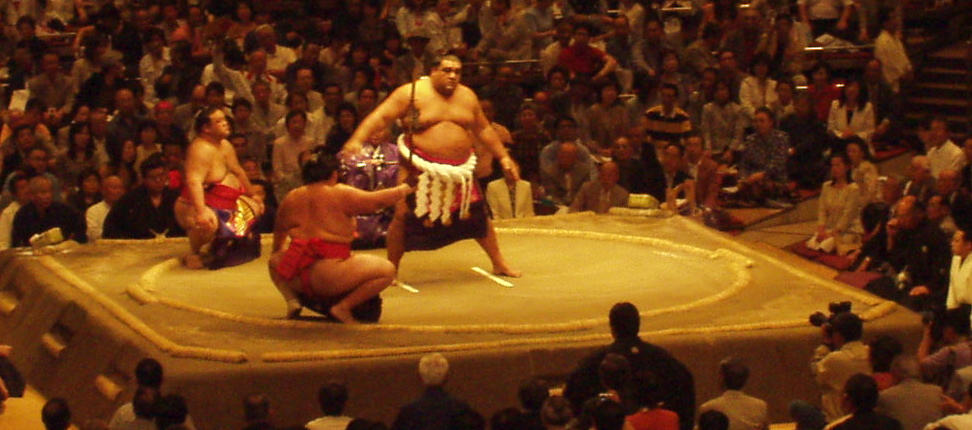
Cérémonie d'entrée sur le ring de Musashimaru lors du tournoi de sumo de mai 2002

En 1999, alors qu'Akebono et Takanohana sont en perte de forme et blessés, Musashimaru en profite pour remporter deux victoires consécutives aux honbashos de mars et mai 1999 et obtient ainsi la promotion au rang de yokozuna . Après une performance respectable de 12-3 lors de son premier tournoi en tant que yokozuna, il remporte deux autres titres cette année-là. Cependant, en janvier 2000, il doit se retirer du tournoi en raison d'une blessure le quatrième jour, mettant fin à sa série de 55 tournois consécutifs avec une majorité de victoires, datant de novembre 1990. Cette série de kachi-koshi s'est terminée à un tournoi près du record de première division de Kitanoumi.
En 2000 Akebono revient en forme et Musashimaru se remet difficilement d'une blessure en mai, il ne remporte qu'un seul titre cette année-là, en septembre, bien que ce soit l'un de ses résultats les plus impressionnants puisqu'il a remporté ses 14 premiers matchs, échouant de peu le dernier jour pour réaliser le premier score parfait en quatre ans.
En 2001, bien que moins gêné par les blessures, il perd deux play-offs contre Takanohana, en janvier et en mai, et réalise en septembre un mauvais bilan pour un yokozuna de 9-6, donnant cinq kinboshi à des lutteurs classés maegashira, un record historique pour un honbasho. Il termine toutefois bien l'année en remportant son neuvième titre en novembre.
En 2002, alors que Takanohana est absent pour cause de blessure, Musashimaru domine cette année de sumo. Bien qu'il ait manqué la majeure partie du tournoi de janvier après s'être blessé contre Kyokushūzan le troisième jour, il remporte trois honbashos (mars, mai et septembre), faisant de 2002 son année la plus réussie depuis 1999. Sa victoire sur Takanohana en septembre 2002 fut son douzième et dernier titre. C'est également la dernière fois qu'un des deux yokozunas terminera un tournoi, marquant la fin d'une époque.

## Fin de carrière
En novembre 2002, Musashimaru se déchire un tendon du poignet gauche, une blessure qui mettra fin à sa carrière. Contraint de se retirer de ce tournoi, ce problème chronique le limite à quelques apparitions seulement sur toute la saison 2003. Éclipsé par le nouveau yokozuna Asashōryū, il participe au tournoi de juillet mais se retira après seulement six jours. En novembre, après avoir subi sa quatrième défaite en sept jours, il a annoncé sa retraite,.
Dans une interview du 16 novembre 2003, il révèle qu'il s'est également blessé au cou alors qu'il jouait au football américain au lycée l'empêchant de bouger correctement son épaule gauche. Musashimaru est le dernier lutteur hawaïen dans l'élite du sumo, mettant fin à une dynastie qui a commençé avec Takamiyama en 1964 et qui a atteint son apogée en 1996 avec 4 îliens classés en première division. Au cours de sa carrière, il remporte un total de douze honbashos de première division, un de plus qu'Akebono, et a également remporté plus de 700 combats de première division. Il est  l'un des six seuls lutteurs à avoir réalisé cet exploit à ce jour. Il a officiellement pris sa retraite le 2 octobre 2004, lors de sa cérémonie de retraite, ou danpatsu-shiki, au Ryōgoku Kokugikan.

## Carrière d'entraineur
Musashimaru est resté dans le monde du sumo en tant qu'oyakata (entraîneur). Il n'a pas initialement acquis de nom d'ancien permanent ( toshiyori ), mais s'est plutôt présenté sous le nom de Musashimaru Oyakata, ce que tout ancien yokozuna a le droit de faire pendant une période de cinq ans après sa retraite. En octobre 2008, il commence à utiliser le nom Furiwake (振分), puisen août 2012 il  passe au nom Ōshima (大島)  de l'ancien ozeki Asahikuni, qui s'est retiré du monde du sumo. En décembre 2012, il est annoncé qu'il hériterait du prestigieux nom Musashigawa (武蔵川)  lors de la retraite de son ancien maître d'écurie en février 2013, date à laquelle il ouvre sa propre écurie de lutteurs : Musashigawa. Il ne faut pas la confondre avec l'écurie dans laquelle il a combattu en tant que rikishi, qui a depuis été renommée en Fujishima. Son écurie compte 19 lutteurs en mai 2021, et a auparavant compté son neveu, qui a atteint la division makushita et est devenu le membre le plus haut gradé de l'écurie avant de prendre sa retraite en 2019.

## Vie privée
Musashimaru est devenu citoyen japonais le 22 janvier 1996. Il a pris son shikona comme nom légal. En avril 2008, il a épousé une professeure de hula de Tokyo et la cérémonie de mariage a eu lieu à Hawaï. Le couple a un fils, Joey, né le 28 juin 2014. Deux de ses neveux sont devenus lutteurs dans son écurie. Le premier, Fiamalu Musashimaru Penitani, est devenu professionnel en 2013 sous le shikona (nom de ring) de Musashikuni avant de prendre sa retraite en 2019. En octobre 2024, il a été annoncé que le frère cadet de Musashikuni, Daniel Ailua, passerait également le test physique à 18 ans pour devenir lutteur professionnel, ses débuts étant prévus pour janvier 2025.
En avril 2017, Musashimaru est tombé malade alors qu'il jouait au golf à Nara et a subi une greffe de rein, avec sa femme comme donneuse.

## Style de combat
En plus de sa grande taille et de sa force, Musashimaru a un centre de gravité bas et un excellent équilibre, ce qui le rend très difficile à battre. Au début de sa carrière, il privilégie les techniques de frappe et de poussée ( tsuki / oshi ), puis il se met à utiliser  le mawashi de l'adversaire, l'épuisant simplement avec son inertie. Il a généralement une préférence pour une prise migi-yotsu (main gauche à l'extérieur, main droite à l'intérieur). Sa technique gagnante la plus courante ou kimarite était l'oshidashi (pousser vers l'extérieur), suivi de près par le yorikiri (forcer vers l'extérieur). Ces deux techniques représentent environ 60% de ses victoires en carrière.

## Résultats par basho
| Année | Janvier Hatsu basho, Tokyo    | Mars Haru basho, Osaka       | Mai Natsu basho, Tokyo              | Juillet Nagoya basho, Nagoya      | Septembre Aki basho, Tokyo   | Novembre Kyūshū basho, Fukuoka         |
| --- | ----------------------------- | ---------------------------- | ----------------------------------- | --------------------------------- | ---------------------------- | -------------------------------------- |
| 1989 | x                             | x                            | x                                   | x                                 | (Maezumo)                    | Jonokuchi de l'Ouest #41 7–0– CHAMPION |
| 1990 | Jonidan de l'Est #56 6–1      | Sandanme de l'Ouest #94 6–1  | Sandanme de l'Est #40 7–0– CHAMPION | Makushita de l'Est #25 5–2        | Makushita de l'Ouest #11 2–5 | Makushita de l'Ouest #24 6–1           |
| 1991 | Makushita de l'Est #9 4–3     | Makushita de l'Ouest #4 4–3  | Makushita de l'Est #1 5–2           | Jūryō de l'Est #11 11–4– CHAMPION | Jūryō de l'Est #3 10–5       | Maegashira de l'Est #12 11–4 C         |
| 1992 | Maegashira de l'Est #3 9–6    | Maegashira de l'Ouest #1 9–6 | Komusubi de l'Ouest #2 8–7          | Komusubi de l'Est #1 11–4 T       | Sekiwake de l'Ouest #1 10–5  | Sekiwake de l'Est #1 9–6               |
| 1993 | Sekiwake de l'Est #2 10–5     | Sekiwake de l'Est #1 10–5    | Sekiwake de l'Est #1 9–6            | Sekiwake de l'Ouest #1 8–7        | Sekiwake de l'Est #1 8–7     | Sekiwake de l'Ouest #2 13–2–P          |
| 1994 | Sekiwake de l'Est #1 12–3 T   | Ōzeki de l'Ouest #2 9–6      | Ōzeki de l'Est #2 12–3              | Ōzeki de l'Ouest #1 15–0          | Ōzeki de l'Est #1 11–4       | Ōzeki de l'Ouest #2 12–3               |
| 1995 | Ōzeki de l'Ouest #1 13–2      | Ōzeki de l'Est #1 12–3       | Ōzeki de l'Est #1 12–3              | Ōzeki de l'Est #1 12–3            | Ōzeki de l'Est #1 10–5       | Ōzeki de l'Est #1 10–5                 |
| 1996 | Ōzeki de l'Ouest #1 9–6       | Ōzeki de l'Ouest #1 9–6      | Ōzeki de l'Est #2 9–6               | Ōzeki de l'Est #2 10–5            | Ōzeki de l'Est #2 11–4       | Ōzeki de l'Ouest #1 11–4–PPP           |
| 1997 | Ōzeki de l'Ouest #1 12–3      | Ōzeki de l'Ouest #1 12–3–P   | Ōzeki de l'Est #1 9–6               | Ōzeki de l'Ouest #1 10–5          | Ōzeki de l'Est #1 13–2–P     | Ōzeki de l'Est #1 13–2                 |
| 1998 | Ōzeki de l'Ouest #1 12–3      | Ōzeki de l'Est #1 8–7        | Ōzeki de l'Ouest #1 10–5            | Ōzeki de l'Ouest #1 12–3          | Ōzeki de l'Est #1 11–4       | Ōzeki de l'Est #1 11–4                 |
| 1999 | Ōzeki de l'Est #1 8–7         | Ōzeki de l'Est #1 13–2       | Ōzeki de l'Est #1 13–2              | Yokozuna de l'Ouest #1 12–3       | Yokozuna de l'Ouest #1 12–3  | Yokozuna de l'Est #1 12–3              |
| 2000 | Yokozuna de l'Est #1 2–2–11   | Yokozuna de l'Est #2 11–4    | # Blessé 0–0–15                     | Yokozuna de l'Est #2 10–5         | Yokozuna de l'Ouest #1 14–1  | Yokozuna de l'Est #1 11–4              |
| 2001 | Yokozuna de l'Ouest #1 14–1–P | Yokozuna de l'Ouest #1 12–3  | Yokozuna de l'Ouest #1 13–2–P       | Yokozuna de l'Ouest #1 12–3       | Yokozuna de l'Est #1 9–6     | Yokozuna de l'Est #1 13–2              |
| 2002 | Yokozuna de l'Est #1 1–3–11   | Yokozuna de l'Est #1 13–2    | Yokozuna de l'Est #1 13–2           | Yokozuna de l'Est #1 10–5         | Yokozuna de l'Est #1 13–2    | Yokozuna de l'Est #1 4–2–9             |
| 2003 | # Blessé 0–0–15               | # Blessé 0–0–15              | # –                                 | Yokozuna de l'Ouest #1 4–2–9      | # Blessé 0–0–15              | Yokozuna de l'Ouest #1 Retraite 3–5    |
| Résultats sous la forme victoires – défaites – absences Champion du tournoi Vice-champion du tournoi Retraite Divisions inférieures Non-participation Sanshō : C = Combativité ; P = Performance exceptionnelle ; T = Technique Aussi représentés : ★ = Kinboshi ; P = Playoff(s) Divisions : Makuuchi — Jūryō — Makushita — Sandanme — Jonidan — Jonokuchi Rangs Makuuchi : Yokozuna — Ōzeki — Sekiwake — Komusubi — Maegashira |                               |                              |                                     |                                   |                              |                                        |